# Matjaž Sekelj
Matjaž Sekelj, slovenski hokejist, * 9. december 1960, Ljubljana.
Sekelj je bil dolgoletni član kluba HK Olimpija Ljubljana. Za jugoslovansko reprezentanco je nastopil na Olimpijskih igrah 1984 v Sarajevu. Po končani športni karieri je bil v kar treh obdobjih trener HDD Olimpije, dve leti selektor slovenske reprezentanco, nato dolgoletni direktor Olimpije do maja 2015, ko je bil s sklepom upravnega odbora kluba razrešen. Leta 2007 je bil sprejet v Slovenski hokejski hram slavnih.